# Aquae Iasae (Вараждинске Топлице)
46° 12′ 29″ N 16° 25′ 17″ E / 46.20806° С; 16.42139° И
Aquae Iasae је археолошки локалитет на подручју данашњих Вараждинских Топлица у Хрватској, римско царско насеље које процват доживљава у периоду од 1. до 4. века. Насеље је називано по племену Јаса које је живео на подручју римске провинције Паноније. Административно је припадало петовианској области (лат. res publica Poetoviensis). Најбоље су сачувани остаци који потичу из времена цара Константина (306. — 337. године).
Вараждинске Топлице се налазе 20 km југоисточно од Вараждина у Хрватској. Место је познато по изворима термалне минералне воде богате сумпором, калцијумом и натријумом, као и по лековитом муљу. Ово подручје је насељено од палеолита, али су најбоље сачувани налази римског периода.

## Историјат ископавања
Археолошка ископавања започела су средином 20. века и трају до данас. 1953. године је Антички одсек Археолошког музеја у Загребу започео систематско истраживање локалитета. Доказано је да су римске терме изграђене у 1. веку, као да су и терме и остале зграде више пута обнављане. Највреднији налаз, статуа богиње Минерве, откривен је 1967. године.
На територији данашњег лечилишта откивен је форум, капители са храмова и терме са базиликом, као и велики број покретних налаза попут делова мачева, штитова, ножева, царског новца и кипова нифми.
Локалитет није могуће потпуно истражити, јер су на локалитету изграђени савремени архитектонски објекти.

## Архитектура
Најстарији остаци, део терми из 1. века, пронађени су у југозападном делу локалитета. Заузимају површину од 200 m². Откривено је неколико просторија у облику правоугаоника, без система за грејање, и базен. Претпоставља се да је коришћена вода термалног извора. Према пронађеним натписима, у овој фази терме су користили војници. У време Хадријана и Антонина Пија саграђене су нове терме, чији су остаци слабо очувани.
Базилика је осликана у 2. веку, али су ове представе само делимично сачуване. Током овог периода сазидан је форум и подигнун нимфеј. Постојала су 3 храма посвећена Јупитеру, Јунони и Минерви. На улазу у Минервин храм откривена је статуа богиње. Зграде су уништене током напада Гота.

### Базилика
Базилика (лат. basilica thermarum) је правогаоног облика, димензија 22,5 x 14,5 m, зидова очуваних до висине од 2,8 m. На западном и северном делу налазила су се зазидана врата, а на јужном монументална врата, са каменим прагом и степеницама, испред којих је предворје. У базилици је откривен систем за грејање. Саграђена је од полуобрађеног и ломљенг камена. Под је црвени и углачан.
У северном делу налазила се велика плукружна екседра, чија се оба краја завршавају пиластрима. Екседра је била богато украшена, али је орнаментика само делимично сачувана. Пронађен је фрагмент слике мушкарца са брадом и ореолом (слика свеца), која се везује за каснији период.
О обнови терми сведочи плоча цара Константина, пронађена у 18. веку са текстом:
лат. 